# Otto Heller (Landrat)
Otto Heller (* 19. November 1883 in Nürnberg; † nach 1948) war ein deutscher Landrat.

## Leben
Nach dem Abitur am Melanchthon-Gymnasium Nürnberg absolvierte Otto Heller ein Studium der Rechtswissenschaften an der Friedrich-Alexander-Universität Erlangen-Nürnberg, legte die erste juristische Staatsprüfung ab und begann den dreijährigen Vorbereitungsdienst beim Amts- und Landgericht Nürnberg, Bezirksamt Dinkelsbühl und bei der Stadtverwaltung Nürnberg. Nach dem Großen juristischen Staatsexamen wurde er zunächst Rechtspraktikant und dann Akzessist bei der Regierung von Mittelfranken. Zum Jahresbeginn 1917 zum Bezirksamtsassessor in Pfaffenhofen ernannt, übernahm er am 1. Januar 1926 als Bezirksamtmann die Leitung der Verwaltung in Erlangen. 1927 mit dem Titel und Rang eines Regierungsrats versehen, wechselte Heller zum Oberversicherungsamt Bayreuth und später zum Oberversicherungsamt Nürnberg, bevor er am 1. Juli 1933 zum Bezirksamtsvorstand (ab 1939 Landrat) des Bezirksamtes Amberg (ab 1939 Landkreis Amberg) ernannt wurde. In diesem Amt blieb er bis November 1939, als er mit der Leitung der Landwirtschaftlichen Berufsgenossenschaft von Ober- und Mittelfranken beauftragt wurde. 1940 zu m Oberregierungsrat ernannt, wurde er mit Ende des Krieges im Mai 1945 aus dem Amt entlassen und im Entnazifizierungsverfahren am 1. Juli 1947 durch die Spruchkammer Bayreuth als Mitläufer eingestuft, so dass er zum 1. September 1947 bei der Regierung von Niederbayern und der Oberpfalz eingestellt werden konnte. Als Oberregierungsrat ging er dort zum 1. Dezember 1948 in den Ruhestand, hatte anschließend aber noch Beschäftigungsverhältnisse als Sachbearbeiter für Sparkassenwesen und später als Beamter auf Zeit beim Verwaltungsgericht Bayreuth.
Heller war zum 1. Mai 1935 in die NSDAP eingetreten (Mitgliedsnummer 3.634.082).